# Lista de regiões portuguesas ordenadas por importações
Esta é uma lista demostrando as importações de bens de cada uma das sete regiões portuguesas, ordenadas pela região e ano, mostrando os valores de cada ano desde 2011. Os dados baseiam-se nas estatísticas oficiais do Instituto Nacional de Estatística.
| Posição | Posição          | Região                       | Importações (2022) | Participação (importações total) | Variação (desde 2021) |
| Em 2022 | Comparada a 2021 | Região                       | Importações (2022) | Participação (importações total) | Variação (desde 2021) |
| ------- | ---------------- | ---------------------------- | ------------------ | -------------------------------- | --------------------- |
| 1       | (0)              | Área Metropolitana de Lisboa | 52 392 242 613 €   | 47,9 %                           | 36,6 %                |
| 2       | (0)              | Região do Norte              | 24 759 694 099 €   | 22,7 %                           | 23,1 %                |
| 3       | (0)              | Região do Centro             | 14 511 324 558 €   | 13,3 %                           | 26,3 %                |
| 4       | (0)              | Região do Alentejo           | 4 251 708 109 €    | 3,9 %                            | 24,7 %                |
| 5       | (0)              | Região do Algarve            | 529 862 529 €      | 0,5 %                            | 37,5 %                |
| 6       | (0)              | Região da Madeira            | 270 309 422 €      | 0,3 %                            | 9,5 %                 |
| 7       | (0)              | Região dos Açores            | 177 994 374 €      | 0,2 %                            | 20,8 %                |
|         |                  | Portugal                     | 109 290 665 895 €  | 100 %                            | 31,4 %                |